# تونی پیرس-رابرتس
تونی پیرس-رابرتس (انگلیسی: Tony Pierce-Roberts) فیلم‌بردار اهل انگلستان است. او در سال ۱۹۸۶ برندهٔ جایزه حلقه منتقدان فیلم نیویورک برای بهترین فیلمبرداری شد.. او همچنین در سال ۱۹۹۲ برندهٔ جایزهٔ انجمن فیلمبرداران بریتانیا شد.

## گزیدهٔ آثار
- ساقدوش (۲۰۰۸)
- منزل شجاعت (۲۰۰۶)
- رستاخیز (۲۰۰۵)
- جهان زیرین (۲۰۰۳)
- کیس کیس (بنگ بنگ) (۲۰۰۱)
- بوس بوس بنگ بنگ (۲۰۰۰)
- آستریکس و اوبلیکس گرفتن سزار (۱۹۹۹)
- افشاگری (۱۹۹۴)
- بازمانده روز (۱۹۹۳)
- هواردز اند (۱۹۹۲)
- آقا و خانم بریج (۱۹۹۰)
- اتاقی با یک چشم‌انداز (۱۹۸۵)
- سرباز خوب (۱۹۸۱)